# Muros de Nalón
Muros de Nalón (en asturiano: Muros) es un concejo de la comunidad autónoma del Principado de Asturias, España. Limita al norte con el mar Cantábrico, al este con Soto del Barco, al sur con Pravia y al oeste con Cudillero. Es el segundo más pequeño de Asturias por extensión. Cuenta con una población de 1858 habitantes (INE 2017).
Tiene dos poblaciones importantes, su capital Muros, al sur del concejo y San Esteban de Pravia, situada a lo largo de la desembocadura del río Nalón, siendo a mediados del siglo XX un importante puerto marítimo debido a la exportación de carbón desde las cuencas mineras. 
Destacan los edificios del palacio de Valdecarzana y Vallehermoso del siglo XV y la iglesia de Santa María. Se puede contemplar una amplia panorámica de la costa asturiana desde el Mirador del Espíritu Santo, con su ermita cercana.

## Geografía
Tiene una población de 1858 habitantes y sus principales pueblos son: San Esteban, Muros, Era, Villar y Reborio. Tiene como principales vías de comunicación la N-632 de Ribadesella a Canero y otras carreteras locales. Está a una distancia de la capital del Principado de 54 kilómetros.
El conjunto del paisaje con su ría del Nalón, su gran cantidad de playas y las suaves ondulaciones de su rasa litoral le proporcionan una indudable belleza. La altitud es la más baja de los concejos con Gozón, que apenas alcanza los 130 metros. Su principal eje fluvial es el río Nalón, hay otros pequeños arroyos como el Pontigo, o el Ricarbo. Su paisaje vegetal está dominado por las graderías destinadas a pastos. En su masa arbórea cabe destacar el eucalipto, que ocupa gran parte de sus laderas.

## Historia

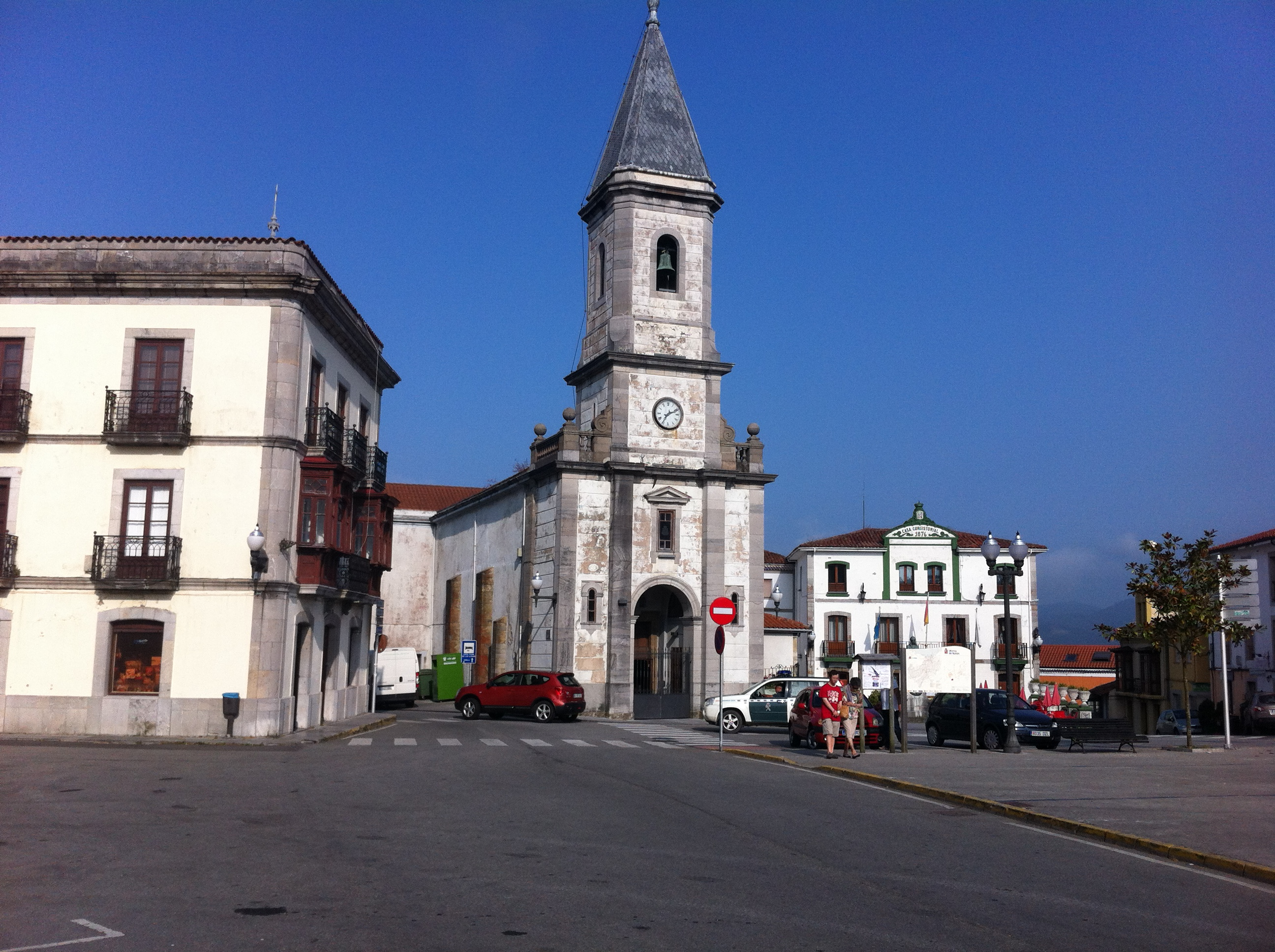
Iglesia de Santa María y casa consistorial en Muros

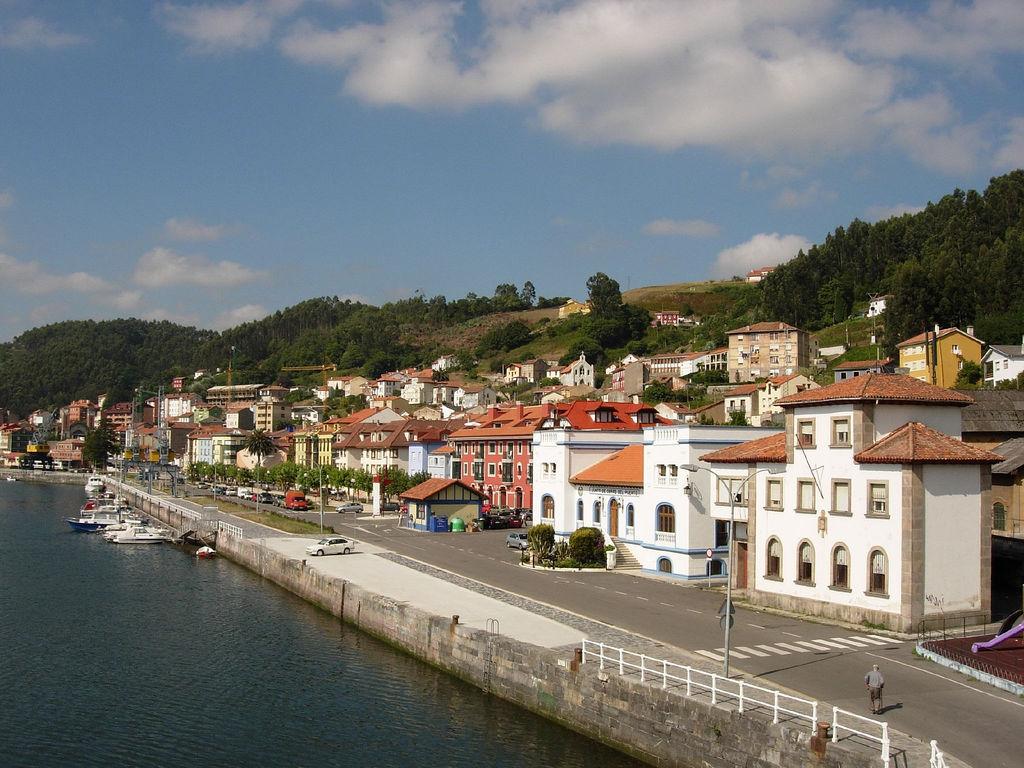
Vista de la ría del Nalón y San Esteban de Pravia

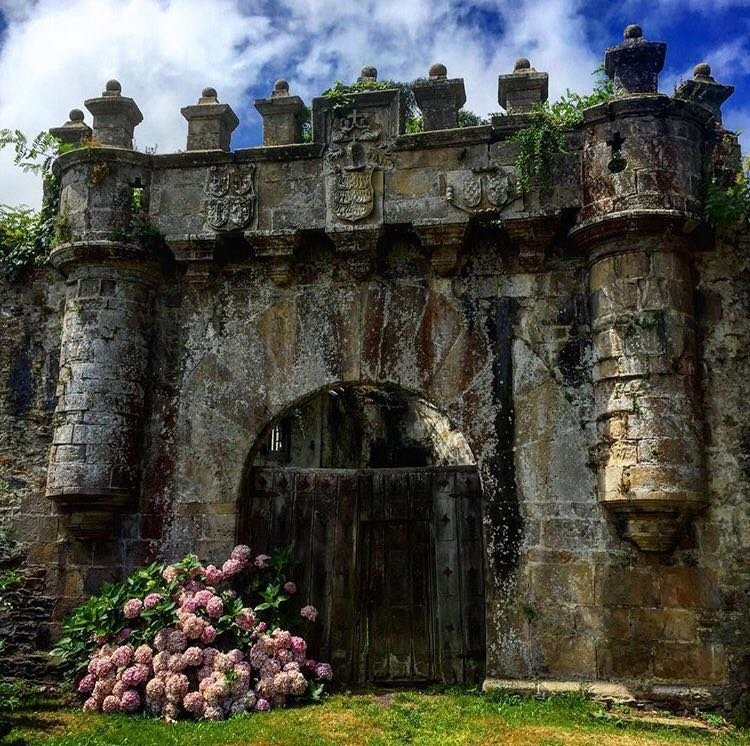
Palacio de Valdecarzana

Su historia está ligada hasta el siglo XIX, a los actuales concejos de Pravia, Cudillero y Soto del Barco, pues estos municipios estaban integrados en una única demarcación concejil, resultando muy difícil individualizar su evolución histórica del resto de los concejos.
Hasta mediados de este siglo, año 1847, perteneció al concejo de Pravia, constituyéndose como Ayuntamiento independiente el 14 de abril del mismo año. En sus orígenes era conocida como Muros o Muros de Pravia, hasta el 27 de junio de 1916 que comenzó a denominarse Muros de Nalón, una vez acordado por Real Decreto.

### Prehistoria y Edad Antigua
No se conocen restos del paleolítico ni estructuras megalíticas. Recientes estudios ubican la aparición de un castro en su zona costera. Sí está claro que la desembocadura del río Nalón estaba habitada por los pueblos pésicos. Sí tuvo una romanización muy fuerte debido a las explotaciones mineras del oro, de este modo, en la plaza del ayuntamiento de Muros se han encontrado restos de una edificación atribuida a la época romana.

### Edades Media y Moderna
En la Edad Media se construyó la iglesia de Santa María y se habilita su céntrica plaza. Esto generará la futura villa de Muros y nos dará los primeros datos sobre este territorio integrado en Pravia. Hay diferentes donaciones como la de Urraca Vermúdez que dona al monasterio de San Esteban de Boca de Mar, actual San Esteban de Pravia al monasterio de Santa María de Lapedo. También aparecen otras donaciones como la de Martín Vermúdez que cede una heredad de un supuesto territorio de Muros al mismo monasterio. Será en la Baja Edad Media cuando quedará patente la integración administrativa de Muros en el alfoz de la puebla de Pravia. No se sabe ni cómo ni cuándo estas tierras se convirtieron en coto pero quedan definitivamente inscritas en las propiedades de la casa de Miranda, más tarde marqueses de Valdecarzana.
En el siglo XVIII, seguía el coto en manos del marquesado de Valdecarzana. De esta época hay muy pocos datos referidos a este concejo individualmente. Se sabe que en esta centuria se hizo un proyecto de canalización del Nalón, que tenía como meta el desembarco de la producción de carbón de las cuencas asturianas, proyecto que acabaría fracasando por las crecidas del río.

### Edad Contemporánea
El siglo XIX, trajo grandes cambios, así en la Guerra de la Independencia, las tropas francesas, al mando del mariscal Ney, saquearon la localidad murense. Fue en este siglo cuando las gentes del concejo pusieron pleito contra la casa de Valdecarzana, siendo suprimido el coto en 1827 y se integraría en la jurisdicción ordinaria del concejo de Pravia. Dos décadas más tarde al coto de Muros se constituye en Ayuntamiento independiente. En este siglo se abre la carretera de San Esteban de Pravia.
A principios del siglo XX, cuenta Muros con una agrupación socialista. Hasta la reforma de la nomenclatura municipal de 1916 el municipio se llamaba simplemente Muros. En dicha fecha su nombre fue modificado por el de Muros de Nalón. Un hecho a destacar fue en septiembre de 1934 se produce el armamento previo al proceso revolucionario, el Vapor Turquesa desembarca un importante cargamento de armas que supuestamente iban a Etiopía, quedando definitivamente en Asturias después de varios problemas. En Muros la rebelión estalla con un día de retraso respecto a otras zonas de Asturias, la Guerra Civil no cuenta con hechos trascendentes. Tras la posguerra y la instalación de ENSIDESA en Avilés, este concejo experimenta un gran desarrollo industrial hasta la crisis de los años setenta que afectara a todo el sector.

## Demografía
Muros cuenta con una población de 1942 habitantes (INE 2024).
| Gráfica de evolución demográfica de Muros de Nalón entre 1857 y 2021 |
| |
| El censo de 1842, "el Madoz", no lo incluye en la relación de municipios del Partido de Pravia, pero parece ser que ya lo era con cuatro barrios y 1076 habitantes" En estos censos se denominaba Muros: 1857, 1860, 1877, 1887, 1897, 1900 y 1910 Población de derecho según los censos de población del INE Población de hecho según los censos de población del INE |

Su evolución está ligada al desarrollo de la producción carbonífera asturiana, ya que su puerto de San Esteban de Pravia ha sido el puerto exportador de las extracciones de la cuenca de Aller.
Su época de más densidad fue entre 1900 y 1930 que coincide con la inauguración del ferrocarril de Collanzo a Puerto de San Esteban, duplicando su población hasta llegar a 3915, teniendo en las dos siguientes décadas una fase de recesión, pero ya en 1960 la crisis del carbón arrastra este concejo que estaba ligado a este sector bajando sus efectivos a las 2263 personas. Aun así su densidad es elevada si tenemos en cuenta el pequeño tamaño del concejo. 
Su emigración y la tasa de natalidad, hace que el grupo más pequeño de población sea el de menores de 20 años que es un 18% de la población, el mayor de 65 años supone el 25%. Su población se reparte principalmente en dos núcleos que son: San Esteban de Pravia y la de Santa María de Muros. Esta localidad es la capital y tiene una serie de barrios como los de Reborio, Villar y La Pumariega que forman ya un solo núcleo urbano con la capital.

## Administración y política

### Gobierno municipal
En el concejo de Muros de Nalón, desde 1979, el partido que más tiempo ha gobernado ha sido el PSOE, que lo hace desde 1987. La actual alcaldesa es la socialista María del Carmen Arango, quien gobierna con mayoría absoluta:
| Periodo   | Nombre                          | Partido | Partido                                    |
| --------- | ------------------------------- | ------- | ------------------------------------------ |
| 1979-1983 | Severino Fidalgo Arnaldo        |         | Alianza Popular (AP)                       |
| 1983-1984 | José Manuel Alonso Delgado      |         | Federación Socialista Asturiana (FSA-PSOE) |
| 1984-1987 | Laureano Díaz de la Noval       |         | Alianza Popular (AP)                       |
| 1987-2004 | José Manuel Alonso Delgado      |         | Federación Socialista Asturiana (FSA-PSOE) |
| 2004-2023 | María del Carmen Arango Sánchez |         | Federación Socialista Asturiana (FSA-PSOE) |
| 2023-act. | Celestino Novo Naves            |         | Federación Socialista Asturiana (FSA-PSOE) |

| Partido político    | Partido político                                                                                | 1979   | 1983   | 1987   | 1991   | 1995   | 1999   | 2003   | 2007   | 2011   | 2015   | 2019   | 2023   |
| Partido político    | Partido político                                                                                | Ediles | Ediles | Ediles | Ediles | Ediles | Ediles | Ediles | Ediles | Ediles | Ediles | Ediles | Ediles |
|                     | Federación Socialista Asturiana (FSA-PSOE)                                                      | 3      | 5      | 7      | 8      | 7      | 8      | 7      | 5      | 5      | 6      | 6      | 4      |
|                     | Foro Asturias (FAC)                                                                             | —      | —      | —      | —      | —      | —      | —      | —      | 2      | —      | 0      | —      |
|                     | Partido Comunista de España (PCE)-Izquierda Unida (IU)-Bloque por Asturies (BA)-Los Verdes (LV) | —      | —      | —      | —      | —      | —      | 1      | 0      | 0      | 1      | 2      | 1      |
|                     | Alianza Popular (AP)-Partido Popular (PP)                                                       | 4      | 4      | 3      | 3      | 3      | 1      | 1      | 1      | 1      | 1      | 1      | 4      |
|                     | Unión de Centro Democrático (UCD)-Centro Democrático y Social (CDS)                             | 3      | —      | 1      | 0      | —      | —      | —      | —      | —      | —      | —      | —      |
|                     | Cambio Siglo XXI                                                                                | —      | —      | —      | —      | —      | 2      | 3      | 3      | —      | —      | —      | —      |
|                     | Independientes                                                                                  | 1      | 2      | —      | —      | —      | —      | —      | —      | —      | —      | —      | —      |
|                     | Ciudadanos (CS)                                                                                 | —      | —      | —      | —      | —      | —      | —      | —      | —      | —      | 1      | —      |
| Total de concejales | Total de concejales                                                                             | 11     | 11     | 11     | 11     | 11     | 11     | 11     | 9      | 9      | 9      | 9      | 9      |

### Organización territorial
Según el nomenclátor de 2017, el concejo está formado por las parroquias de:
- Muros de Nalón (1340 habitantes)
- San Esteban (518 habitantes)

## Cultura

### Arte

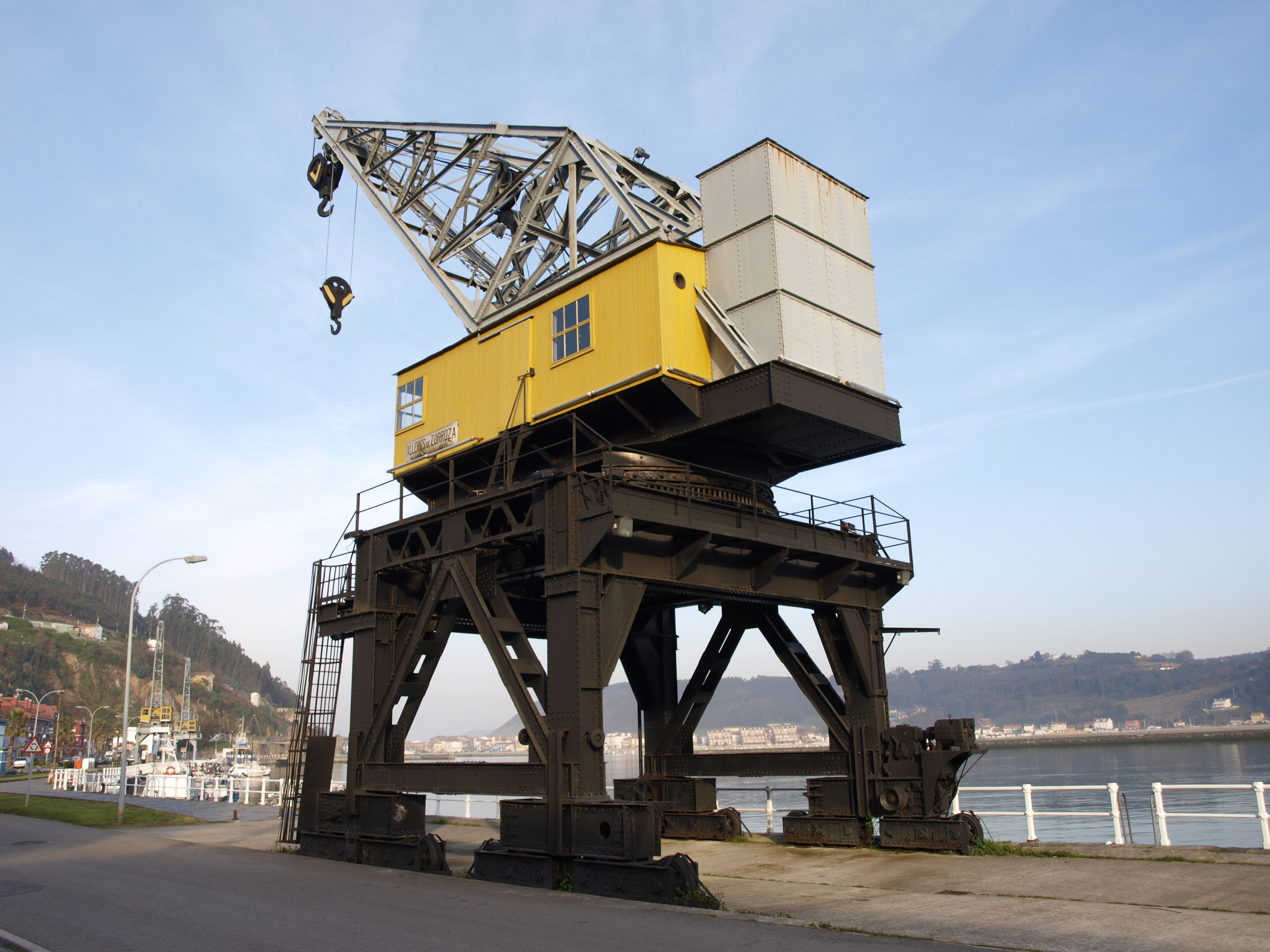
Antiguo puerto carbonero de San Esteban

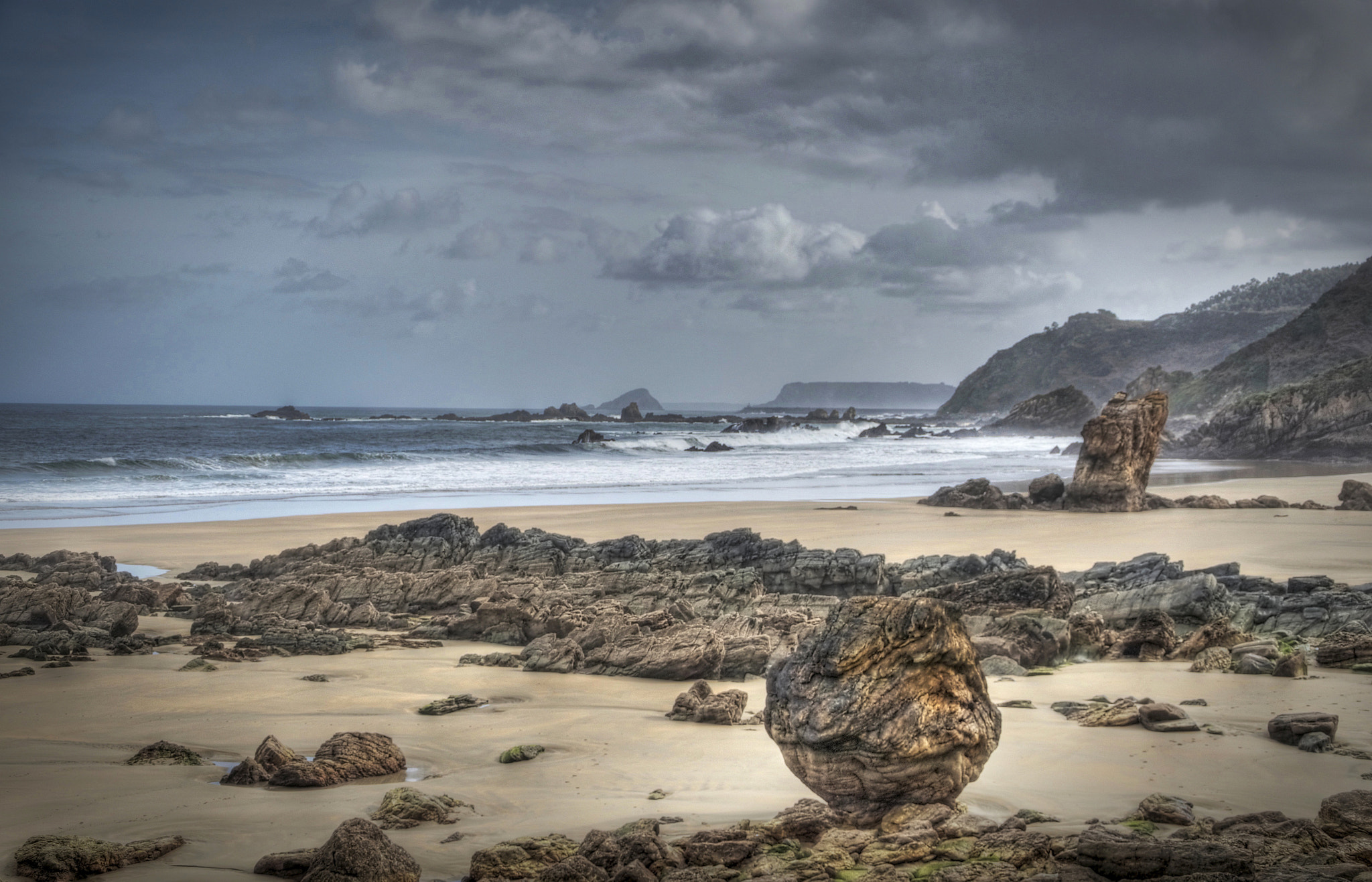
Playa del Aguilar

Tiene gran cantidad de monumentos, entre ellos.
- El palacio de Valdecarzana y Vallehermoso del siglo XV. Está formado por varias construcciones presididas por una torre cuadrada y todo ello rodeado de muralla. En el siglo XVI se le abrió una portada plateresca, está construida en sillar con arco de medio punto formado por grandes dovelas. En el centro está el escudo de los Cienfuegos encima de este escudo y sobre la cornisa se labra en relieve la Cruz de los Ángeles, hay otros seis escudos distribuidos a ambos lados del primero.
- La plaza del marqués de Muros de trazado alargado e irregular en torno a ella. Presenta: la iglesia, el ayuntamiento y una serie de construcciones entre populares y cultas. Fue Carlos I quien autoriza en esta plaza el asentamiento de mercado, aunque sus orígenes puede que fueran anteriores.
- El ayuntamiento se remodela y amplía en 1878 añadiéndole un tercer piso y un ático rematado en frontón curvo. En el piso principal lleva balcones volados con antepecho de hierro. En la fachada está el busto de Constantino Fernández, primer marqués de Muros.
- El templo parroquial de Santa María presenta una estructura de nave única con cabecera poligonal, crucero acusado en planta, pórtico lateral y torre a los pies muy esbelta y rematada en agudo capitel. Construido en 1783 la torre se acabó en 1883 gracias al dinero enviado por los emigrantes desde América.
  - Patrimonio industrial presente en la villa de San Esteban de Pravia, como antiguo puerto carbonero. Destaca especialmente las antiguas grúas situadas a orillas de la ría, de la primera mitad del siglo XX, y edificios como la Junta de Obras del Puerto de San Esteban (1929), comisaría portuaria (1926), la Casa de Rafael Altamira (s. XIX), las tolvas para carbón (1930), la Casa de Aduanas Marítimas (1940), la Caseta de Carabineros (estilo Internacional, 1930) y el antiguo cargadero de carbón, de 1904.

#### Colonia artística de Muros
En el apartado de la pintura de paisaje del siglo XIX, destacó la colonia artística de Muros ligada a la figura del pintor alcarreño Casto Plasencia y a su discípulo predilecto y amigo el pintor asturiano Tomás García Sampedro. Este último invita al maestro a pasar el verano de 1884 en una bella finca de La Pumariega propiedad de sus padres. Y Casto Plasencia se enamora del paisaje y de la luz de estos parajes. Repitiendo estancia en los siguientes años, acompañado de importantes pintores y artistas de la época. Casto Plasencia intentó crear una escuela paisajista en esta zona, en similitud de otras colonias de pintura que en la época se estaban estableciendo en Europa. Bastenos recordar como modelo de la misma época la escuela de Barbizon, en los bosques de Fontainebleau en la proximidad de París. Colonia francesa esta cuna de la pintura impresionista. Incluso se realizó un proyecto de construcción de dicha colonia de artistas, autorizado por el ayuntamiento a comienzos de 1890 en la desembocadura del río Nalón. Pero el proyecto no llegaría a su fin al morir repentinamente el pintor Casto Plasencia en mayo del mismo año.

### Fiestas
Tiene muchas fiestas, entre ellas:
- La festividad de San Antonio, que se celebra el domingo más próximo al 13 de junio con procesión y feria de ganado en el Campo de Palacio, donde se muestran los avances en maquinaria agrícola.
- La fiesta de la Virgen del Carmen es la fiesta grande de San Esteban de Pravia el día 16 de julio, con procesión de la virgen por la ría y canto de la Salve Marinera.
- Festival gastronómico del Pixín, que en el año 2016 hizo su 30.ª edición. Se celebra siempre coincidiendo con la Semana Santa.